# 馬爾基夫卡 (巴拉尼夫卡區)
50°13′58″N 27°38′20″E / 50.23278°N 27.63889°E
馬爾基夫卡（烏克蘭語：Марківка），是烏克蘭北部的村莊，隸屬日托米爾州的茲維亞赫爾區。該村始建於1750年，面積10.89平方公里，海拔高度224米，2001年人口431，人口密度每平方公里39.58人。